# هيروشي هيداكا
هيروشي هيداكا (باليابانية: 灰塚 拓史) (23 سبتمبر 1980 في طوكيو في اليابان – )؛ هو لاعب كرة قدم سابق كان يلعب كمدافع.